# Miss Nicaragua

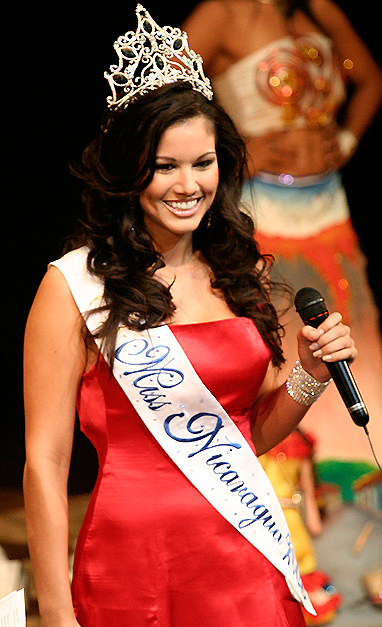
Cristiana Frixione, Miss Nicaragua 2006

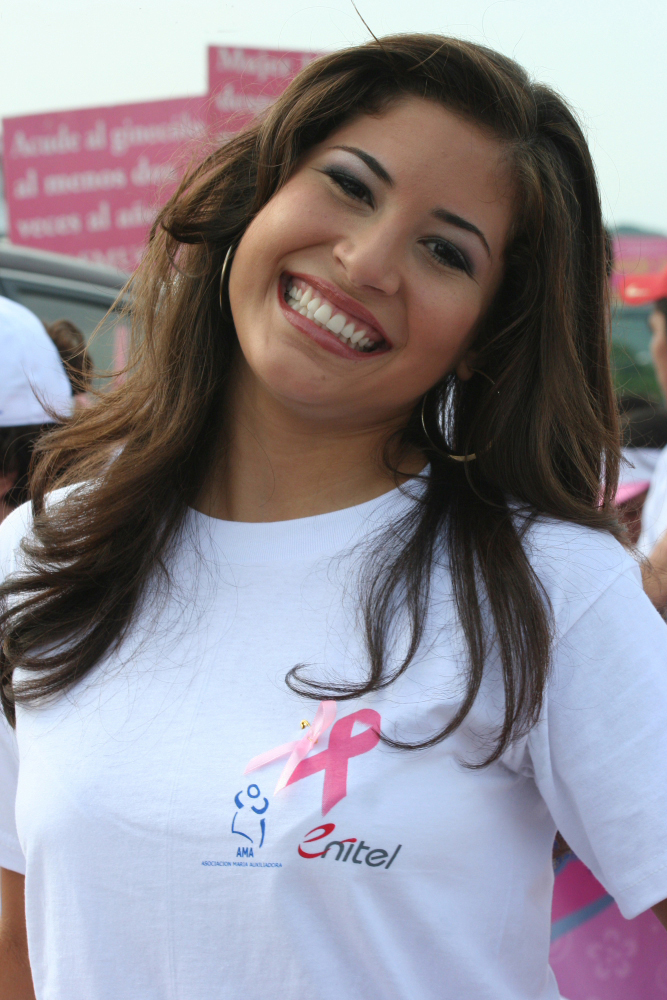
Xiomara Blandino, Miss Nicaragua 2007

Thelma Rodríguez, Miss Nicaragua 2008

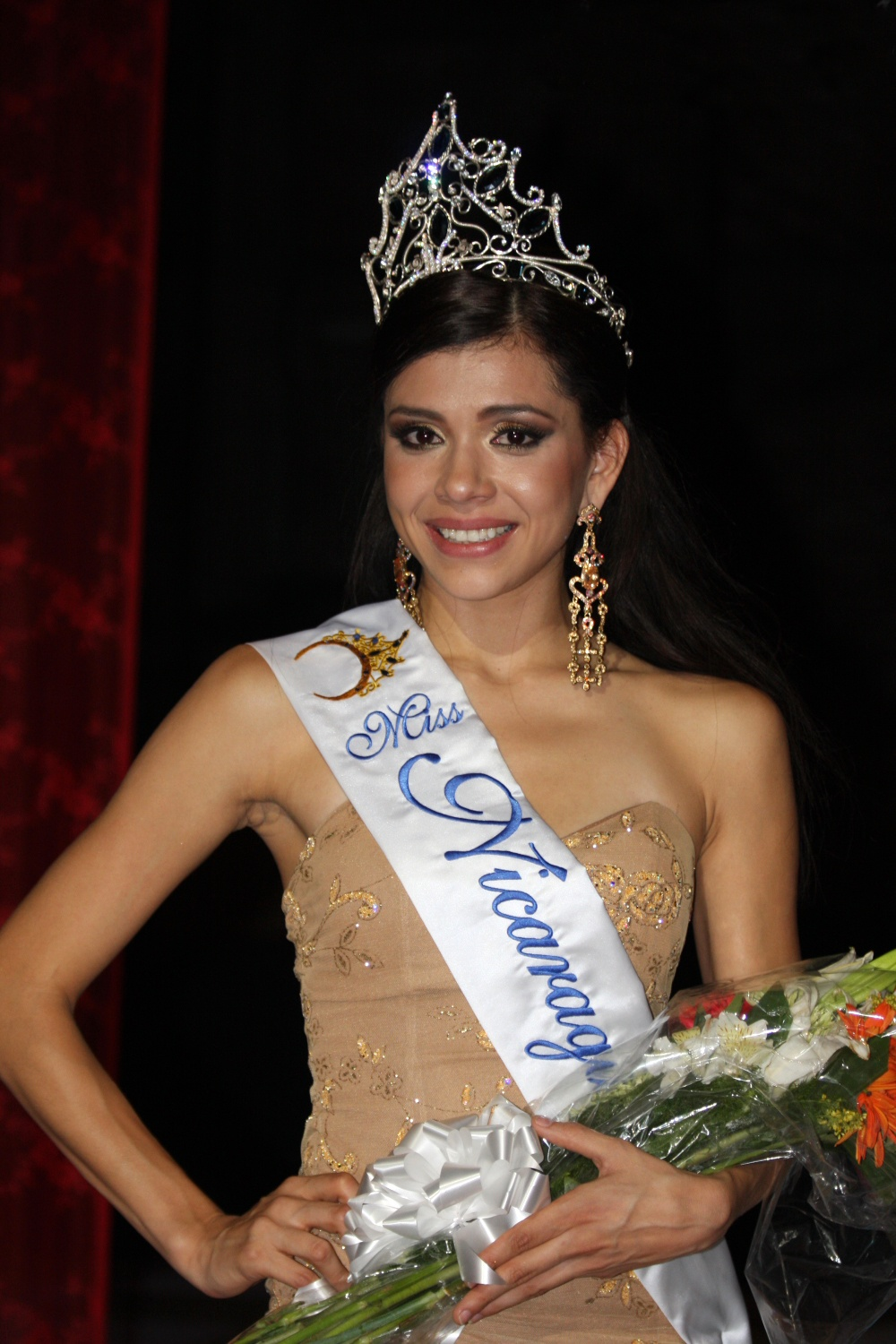
Indiana Sánchez, Miss Nicaragua 2009

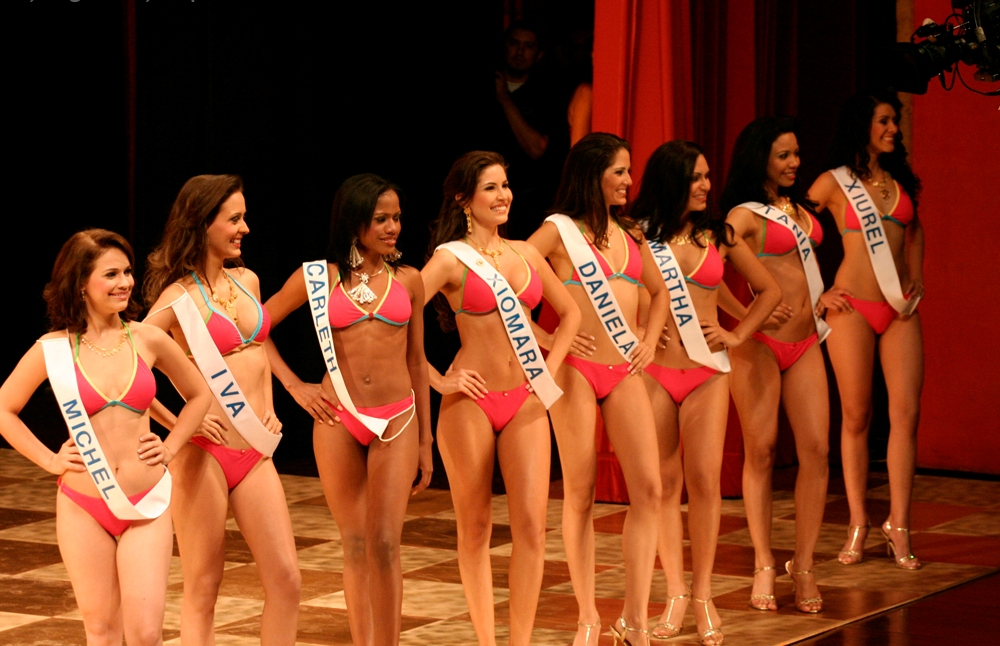
Miss Nicaragua 2007 versenyzők

A Miss Nicaragua egy évenkénti megrendezésű szépségverseny Nicaraguában. 1955 óta rendezik meg. A győztes a Miss Universe, a 2. helyezett a Miss International versenyre utazik.
A versenyt a Silhuetas modellügynökség szervezi. A döntőre , amit hagyományosan a Rubén Darío Nemzeti Színházban tartanak, Nicaragua minden állama küld versenyzőt.

## Győztesek
A Miss Nicaragua verseny győztesei, és helyezéseik a nemzetközi versenyeken
| Év   | Győztes                     | Helyezés                                                                   |
| ---- | --------------------------- | -------------------------------------------------------------------------- |
| 1955 | Rosa Argentina Lacayo       |                                                                            |
| 1963 | Leda Sánchez                |                                                                            |
| 1968 | Margine Davidson            | Miss World 1968, döntős                                                    |
| 1969 | Soraya Herrera Chávez       |                                                                            |
| 1970 | Xiomara Paguaga Rodríguez   |                                                                            |
| 1973 | Ana Cecilia Saravia Lanzas  |                                                                            |
| 1974 | Francys Duarte              |                                                                            |
| 1975 | Aida Maritza Sánchez        |                                                                            |
| 1979 | Patricia Suarez             |                                                                            |
| 1976 | Ivania Navarro Genie        |                                                                            |
| 1977 | Beatriz Obregón Lacayo      | Miss Universe 1977, középdöntős                                            |
| 1978 | Claudia Herrera Cortez      |                                                                            |
| 1991 | Ana Sofía Pereira           |                                                                            |
| 1992 | Ida Patricia Delaney        |                                                                            |
| 1993 | Luisa Amalia Urcuyo Lacayo  | Miss International1994, középdöntős Miss Universe 1993, Top 20 középdöntős |
| 1995 | Linda Clerk Castillo        |                                                                            |
| 1997 | Luz María Sánchez Herdocia  |                                                                            |
| 1998 | Claudia Alaniz              |                                                                            |
| 1999 | Liliana Pilarte             |                                                                            |
| 2001 | Ligia Cristina Argüello Roa | Miss World 2001, 4. helyezett                                              |
| 2002 | Marianela Lacayo Mendoza    | Miss International 2002, középdöntős                                       |
| 2003 | Claudia Salmerón Aviles     |                                                                            |
| 2004 | Marifely Argüello César     | Miss Earth 2004, középdöntős                                               |
| 2005 | Daniela Clerk Castillo      |                                                                            |
| 2006 | Cristiana Frixione          |                                                                            |
| 2007 | Xiomara Blandino            | Miss Universe 2007, Top10 középdöntős                                      |
| 2008 | Thelma Rodríguez            |                                                                            |
| 2009 | Indiana Sánchez             |                                                                            |
| 2010 | Scharllette Allen           |                                                                            |
| 2011 | Adriana Dorn                |                                                                            |

## Versenyek
- 2011

A döntőt 2011. február 26-án tartották meg.
Versenyzők: Ana Francis Lorente Lazo, Lauren Gabrielle Lawson Guerrero, Gisselle de Los Angeles Álvarez Ramírez, Amalia Grace Martinez Urbina, Maria Esther Cortes Molina, Fátima Lucía Flores Bonilla, Kian Edith Morales Hernandez, Oriana Paola Chamorro Gonzalez, Maria Alejandra McConnell Soto, Priscilla Suzetie Ferrufino Mendoza, Angela Nicole Brooks Matute, Marling Yamieth Tórrez Guzman, Dania Lisseth Caceres Ortez, Adriana de Lourdes Dorn Rodríguez
Győztes: Adriana de Lourdes Dorn Rodríguez

2. helyezett: Lauren Gabrielle Lawson Guerrero 

3. helyezett: Priscilla Suzetie Ferrufino Mendoza

4. helyezett: Maria Esther Cortes Molina

5. helyezett: Maria Alejandra McConnell Soto

A győztes a Miss Universe 2011, a második helyezett pedig a Miss International 2011 versenyen képviseli Nicaraguát.

## Videók
- Miss Nicaragua 2011 eredményhirdetés. youtube.com. (Hozzáférés: 2011. február 27.)

## Fordítás
Ez a szócikk részben vagy egészben  a   Miss Nicaragua című angol Wikipédia-szócikk ezen változatának fordításán alapul.  Az eredeti cikk szerkesztőit annak laptörténete sorolja fel. Ez a jelzés csupán a megfogalmazás eredetét és a szerzői jogokat jelzi, nem szolgál a cikkben szereplő információk forrásmegjelöléseként.